# Yanni Voices
Yanni Voices es el álbum número 14 y quinto DVD en vivo de Yanni, lanzado en 2009. El álbum debutó en el Top 200 de Billboard y en # 1 en la lista de New Age . La versión en español, Yanni Voces, debutó en el # 2 en Billboard, # 5 en la lista de Pop Latino y # 13 en la lista general de América Latina.
Este fue el primer álbum de Yanni en seis años. En colaboración con el productor Ric Wake, Yanni mostró a otros artistas cantando sus canciones clásicas, combinando nuevas interpretaciones de canciones clásicas de Yanni junto con material nuevo  También introduce cuatro nuevos cantantes como parte central del proyecto: Leslie Mills, Chloe , Nathan Pacheco y Ender Thomas.
Disney Perla Imprint lanzó Yanni Voices y su departamento de conciertos Buena Vista produjo una extensa gira que comenzó en abril de 2009. La gira comenzó con un concierto especial filmado en vivo en el Foro (Mundo Imperial) en Acapulco, México. Este concierto es el tema de un especial para la televisión que se transmitió en marzo de 2009 en PBS.
Yanni Voces cuenta con una colección de dúos en español con artistas latinos y los nuevos vocalistas de Yanni Voices. Algunos de los artistas invitados fueron Lucero, Cristian Castro y José José.

## Lista de canciones
1. "Omaggio (Homenaje)"
2. "The Keeper"
3. "Our Days"
4. "Never Leave the Sun"
5. "Before the Night Ends (To Take, To Hold)"
6. "1001"
7. "Mas Alla"
8. "Único Amore (Enchantment)"
9. "Vivi Il Tuo Sogno (Almost a Whisper)"
10. "Orchid"
11. "Set Me Free"
12. "Kill Me With Your Love"
13. "Mi Todo Eres Tu (Until the Last Moment)"
14. "Ritual De Amor (Desire)"
15. "Moments Without Time"
16. "Nei Tuoi Occhi (In the Miror)"
17. "Amare Di Nuovo (Adagio in C Minor)"

## Lista de canciones (Edición exclusiva)
1. "Omaggio (Tributo)"
2. "The Keeper"
3. "Our Days"
4. "Never Leave the Sun"
5. "Before the Night Ends"
6. "1001"
7. "Mas Alla"
8. "Único Amore (Enchantment)"
9. "Vivi Il Tuo Sogno (Almost a Whisper)"
10. "Orchid"
11. "Set Me Free"
12. "Kill Me With Your Love"
13. "Love Take Me" - Bonus
14. "Mi Todo Eres Tu (Until the Last Moment)"
15. "Ritual De Amor (Desire)"
16. "Moments Without Time"
17. "I'm So" - Bonus
18. "Nei Tuoi Occhi (In the Mirror)"
19. "Amare Di Nuovo (Adagio in C Minor)"

## Lista de canciones (Versión en español - Voces)
1. "Ritual De Amor (Desire)" - Featuring Ender Thomas
2. "Llama De Amor (The Flame Within)" - Featuring Olga Tañón
3. "Y Te Vas (Based on the prelude to Keys to Imagination)" - Featuring Andy Vargas
4. "Ni La Fuerza Del Destino (With an Orchid)" - Featuring Cristian Castro
5. "Único Amore (Enchantment)" - Featuring Nathan Pacheco
6. "No Ha Dejado De Llover (The Rain Must Fall)" - Featuring José Feliciano
7. "Quedate Conmigo" - Featuring Ender Thomas & Chloe
8. "Nei Tuoi Occhi (In the Mirror)" - Featuring Nathan Pacheco & Chloe
9. "Eterno Es Este Amor" - Featuring Lucero
10. "Volver (Someday)" - Featuring Willy Chirino, Arturo Sandoval & Ender Thomas
11. "Mi Todo Eres Tu (Until the Last Moment)" - Featuring Ender Thomas & Chloe
12. "Yanni & Arturo" - Featuring Arturo Sandoval
13. "Vivire Por Ti (If I Could Tell You)" - Featuring Olga Tanon & Nathan Pacheco
14. "En Silencio (Whispers in the Dark)" - Featuring Ender Thomas
15. "Que Te Vaya Bien (Farewell)" - Featuring Chloe
16. "Amare Di Nuovo (Adagio in C minor)" - Featuring Nathan Pacheco
17. "Volver A Creer (Reflections of Passion)" - Featuring José José

### Voces
Leslie Mills
Chloe
Nathan Pacheco
Ender Thomas

## Gira de conciertos en Norteamérica
1. "Open/Santorini" (Orquesta)
2. "Enchantment" (Nathan)
3. "In the Mirror" (Chloe y Nathan)
4. "Desire" (Ender)
5. "Before the Night Ends" (Leslie)
6. "Within Attraction" (Orquesta)
7. "Change" (Chloe)
8. "November Sky" (Ender)
9. "Hasta El Ultimo Momento" (Chloe y Ender)
10. "Almost a Whisper" (Nathan)
11. "Duet" (Sam y Jason)
12. "Theory of Everything" (Leslie)
13. "Tribute" (Nathan y Chloe)
14. "Our Days" (Chloe y Leslie)
15. "Susurro's En la Oscuridad" (Ender)
16. "Kill Me With Your Love" (Chloe)
17. "Cello" (Sasha)
18. "Adagio in C Minor" (Nathan)
19. "The Keeper" (Leslie)
20. "Marching Season" (Charlie y Yanni)
21. "Quedate Conmigo" (Chloe y Ender)
22. "Niki Nana" (Chloe y Everyone)

### Encore
1. "Standing in Motion" (Orquesta)
2. "Nostalgia" (Orquesta)
3. "The Storm" (Orquesta)